# 羅曼·莫圖國際機場
罗曼·莫圖国际机场，原稱帛琉國際機場，為纪念当地已故的政治家罗曼·莫圖（Roman Tmetuchl），而於2006年5月更名，又名巴伯尔图阿普／科罗尔机场（Babeldaob／Koror Airport）或埃拉伊机场（Airai Airport），是帛琉共和国的主要机场，位於艾拉伊州内，距离主城區科罗尔约4公里，距离首都恩吉魯穆德约25公里。

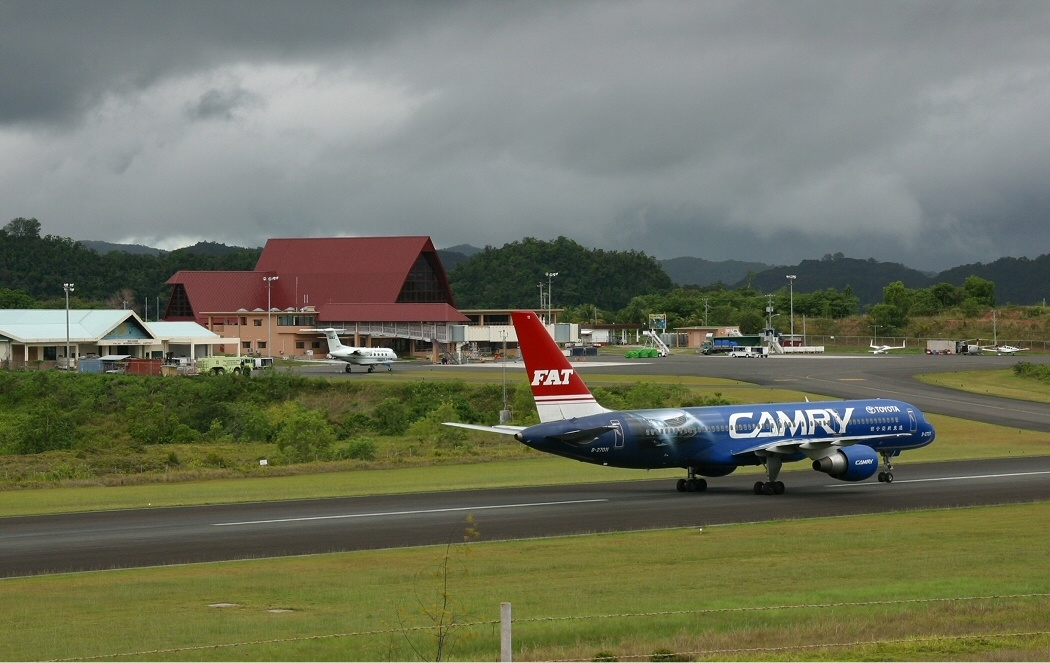
機場航廈

## 航空公司與航點
| 航空公司   | 目的地                         |
| ---------- | ------------------------------ |
| 諾魯航空   | 諾魯                           |
| 聯合航空   | 關島、馬尼拉                   |
| 澳洲航空   | 布里斯本                       |
| 中華航空   | 臺北-桃園                      |
| 大灣區航空 | 包機：香港（2025年7月4日開辦） |
| 柬埔寨航空 | 金邊（經澳門）                 |

## 外部連結
帛琉機場官網 （页面存档备份，存于）
- 帛琉共和國交通部門
- 埃拉伊市簡介 （页面存档备份，存于）
- 帛琉國際機場照片 （页面存档备份，存于）